# Distretto di Nidzica
Il distretto di Nidzica (in polacco powiat nidzicki) è un distretto polacco appartenente al voivodato della Varmia-Masuria.

## Geografia antropica

### Suddivisioni amministrative
Il distretto comprende 4 comuni.
- Comuni urbano-rurali: Nidzica
- Comuni rurali: Janowiec Kościelny, Janowo, Kozłowo